# 里什蒙
里什蒙（法語：Richemont，法語發音：[ʁiʃmɔ̃]）是法国摩泽尔省的一个市镇，属于蒂永维尔区。

## 地理
里什蒙（49°16'43"N, 6°9'58"E）面积8.48 平方千米，位于法国大東部大區摩泽尔省，该省份为法国东北部内陆省份，是洛林的一部分，西南接默尔特-摩泽尔省，东临下莱茵省，北与卢森堡和德国接壤。
与里什蒙接壤的市镇（或旧市镇、城区）包括：阿姆内维尔、布斯、法梅克、冈德朗日、盖南日、蒙德朗日、于康日。
里什蒙的时区为UTC+01:00、UTC+02:00（夏令时）。

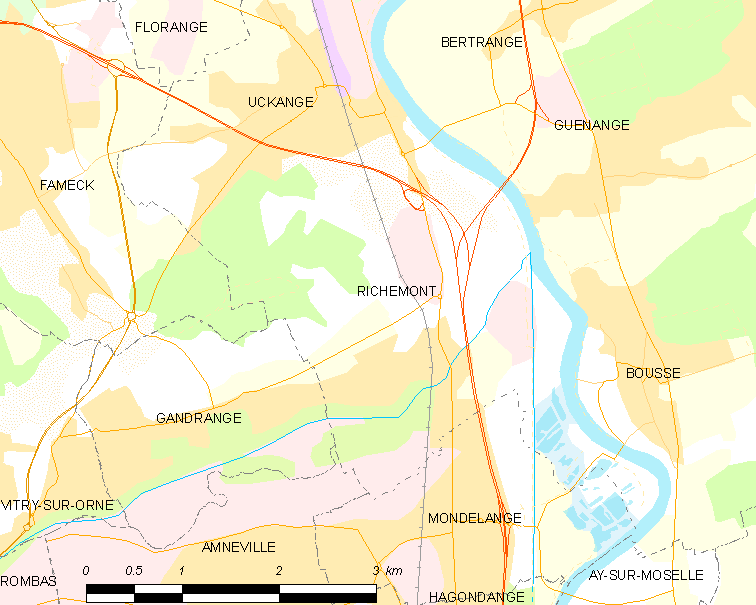
里什蒙的OSM定位图

## 行政
里什蒙的邮政编码为57270，INSEE市镇编码为57582。

## 政治
里什蒙所属的省级选区为法梅克县。

## 交通
法国国家A30号和A31号高速公路在境内交汇，其中A30号设有出入口。另有摩泽尔省省道D54线和D953线过境。

## 人口

1962-2008年间里什蒙人口变化图示

里什蒙于2022年1月1日时的人口数量为2145人。